# Попов, Андрей Валерьевич
Андрей Валерьевич Попов — российский оперный певец (тенор), солист Мариинского театра, лауреат премии «Золотая маска» (2010).

## Биография
Родился в Ленинграде. Окончил Санкт-Петербургскую консерваторию (класс Л. Н. Морозова). С 2000 года — солист Академии молодых певцов Мариинского театра. В 2007 году вошёл в труппу Мариинского театра. В 2009 году родился первый сын Богдан.

## Репертуар
- Винокур («Майская ночь» Н. Римского-Корсакова)
- Старый дед («Сказка о царе Салтане» Н. Римского-Корсакова)
- Звездочет («Золотой петушок» Н. Римского-Корсакова)
- Князь Нильский, Болезненный игрок («Игрок» С. Прокофьева)
- Труффальдино («Любовь к трем апельсинам» С. Прокофьева)
- Немец-переводчик («Семён Котко» С. Прокофьева)
- Квартальный надзиратель («Нос» Д. Шостаковича)
- доктор Кайюс («Фальстаф» Верди)
- Горо («Мадам Баттерфляй» Пуччини)
- Панг («Турандот» Пуччини)
- Трактирщик («Бенвенуто Челлини»)
- Бригелла («Ариадна на Наксосе» Р. Штрауса)
- Молодой слуга («Электра» Р. Штрауса)
- Селифан («Мертвые души» Р. Щедрина)
- Князь («Очарованный странник» Р. Щедрина)
- Смердяков и Черт («Братья Карамазовы» А. Смелкова)
- Иопас («Троянцы» Г. Берлиоза)
- Гонзальво («Испанский час» М. Равеля)
- Моностатос («Волшебная флейта» Моцарта)
- Миме («Золото Рейна» и «Зигфрид» Вагнера)
- Горбатый («Женщина без тени» Р. Штрауса)

## Награды и премии
- 2004 — Конкурс молодых оперных певцов им. Римского-Корсакова (Санкт-Петербург), специальный приз за исполнение современного произведения
- 2010 — «Золотая Маска» в номинации «Лучшая мужская роль в опере» за исполнение партий Христофора Бурдюкова («Тяжба», режиссёр Антон Коваленко), Григория Сторченко («Шпонька и его тетушка») в постановке «Гоголиада»